# Église San Bonaventura al Palatino
Pour les articles homonymes, voir Église San Bonaventura (homonymie).
L’église de San Bonaventura al Palatino est une église romaine située dans le rione Campitelli et confiée aux franciscains. Avec le couvent contigu, elle se trouve sur le côté sud de la Vigna Barberini.

## Historique
Sa construction date de 1675, érigée sur les restes d'une ancienne citerne romaine, grâce au cardinal Francesco Barberini à la demande de Bonaventure de Barcelone, qui fait du couvent le centre principal de sa réforme franciscaine. Par la suite, elle est l'objet d'importantes restaurations remarquables au cours du XIXe siècle, en particulier lors des années 1839-1840, financé par Alessandro Raffaele Torlonia, un riche banquier italien. Auparavant l'église possédait les corps du bienheureux Bonaventure de Barcelone et de saint Léonard de Port-Maurice. Le corps de Bonaventure est transféré à Riudoms en 1972 et celui de Léonard est à Port-Maurice.